# کاستیلیونه دآدا
کاستیلیونه دآدا (به ایتالیایی: Castiglione d'Adda) یک کومونه در ایتالیا است که در استان لودی واقع شده‌است.

## خصوصیات
کاستیلیونه دآدا ۱۳٫۱۱ کیلومترمربع مساحت و ۴٬۹۴۰ نفر جمعیت دارد و ۶۰ متر بالاتر از سطح دریا واقع شده‌است.

## خواهرخوانده
شهر لوتزولو خواهرخواندهٔ کاستیلیونه دآدا هست.